# Robert Goethals
Robert Goethals (Duffel, 16 juni 1922 – Ieper, 7 juli 2011) was een Belgisch voetballer die vooral bekend werd als voetbalcoach.

## Carrière

### Als voetballer
Goethals speelde bij AA Gent tijdens en na de Tweede Wereldoorlog. Met de ploeg voetbalde hij 19 wedstrijden in de Eerste Klasse. In 1948 stapte Goethals over naar derdeklasser SV Waregem en hij beëindigde zijn voetballoopbaan bij SK Roeselare in Bevordering.Zijn jongere broer Luciaan Goethals speelde ook voetbal bij FC Malinois.

### Als voetbalcoach
Goethals studeerde Lichamelijke Opvoeding en ging na zijn spelersloopbaan aan de slag als voetbalcoach. In 1978/79 stapte hij over naar de Eerste Klasse. Voorheen was hij de coach geweest van onder meer VG Oostende en KSV Waregem. Goethals werd de opvolger van Urbain Braems bij SK Beveren. In 1979 werd Beveren landskampioen voor het RSC Anderlecht van naamgenoot Raymond Goethals.
Het jaar dat Beveren de titel veroverde, speelde de ploeg als Bekerwinnaar in de Europacup II. Goethals loodste zijn team in de kwartfinale voorbij Internazionale. In de halve finale verloor de club met 0-1 van FC Barcelona.
In 1980 bereikte Beveren opnieuw de finale van de Beker van België, maar de Limburgers van Waterschei SV Thor wonnen deze met 2-1. Goethals bleef nog één seizoen bij Beveren en werd toen opgevolgd door zijn voorganger Braems.
Goethals ging aan de slag bij AA Gent, met spelers als Tony Rombouts, Aad Koudijzer, Jean-Claude Bouvy en Johan Vermeersch. Hij leidde Gent naar de subtop van België, terwijl het twee seizoenen eerder nog in de Tweede Klasse speelde. Hij veroverde meermaals een Europees ticket. In 1984 bereikte Gent de finale van de Beker. Na verlengingen versloegen de Buffalo's Standard Luik met 2-0. Het was de tweede trofee uit de geschiedenis van de club. Dat jaar stopte Goethals als voetbalcoach en ging werken in dienst van de KBVB.
Bij de oprichting van de Pro Licence in 1998 werd Goethals samen met generatiegenoten Raymond Goethals en Guy Thys aangesteld als docent. Hij gaf in die dagen les aan onder meer Georges Leekens, Hugo Broos en Aimé Anthuenis. Hij bleef tot 2003 in dienst van de Pro Licence lesgeven.